# Deuxième circonscription des Ardennes
La deuxième circonscription des Ardennes est représentée dans la XVIIe législature par Pierre Cordier, député LR.

## Description géographique et démographique

### De 1958 à 1986
La deuxième circonscription des Ardennes était composée de :
- Canton de Charleville
- Canton de Fumay
- Canton de Givet
- Canton de Monthermé
- Canton de Renwez
- Canton de Rocroi
- Canton de Signy-le-Petit

### Depuis 1988
La deuxième circonscription des Ardennes est située dans le coin nord du département, à la frontière avec la Belgique. Elle a la particularité de couper la ville de Charleville-Mézières en deux. Elle regroupe les cantons suivants :
- Canton de Charleville-La Houillère (14 925 habitants)
- Canton de Fumay
- Canton de Givet
- Canton de Mézières-Centre-Ouest (15 690 habitants)
- Canton de Monthermé
- Canton de Nouzonville
- Canton de Renwez
- Canton de Revin (9 155 habitants)
- Canton de Rocroi

## Historique des députations
| Législature | Début de mandat | Fin de mandat  | Député             | Parti politique | Observations |
| ----------- | --------------- | -------------- | ------------------ | --------------- | --- |
| Ire         | 9 décembre 1958 | 9 octobre 1962 | Maurice Blin       | MRP             | Mandat écourté à la suite d'une dissolution parlementaire décidée par Charles de Gaulle.                                                                                  |
| IIe         | 6 décembre 1962 | 2 avril 1967   | Jean Le Gall       | UNR-UDT         | |
| IIIe        | 3 avril 1967    | 30 mai 1968    | André Lebon        | SFIO            | Maire de Charleville-Mézières Conseiller général du Canton de Charleville-Centre Mandat écourté à la suite d'une dissolution parlementaire décidée par Charles de Gaulle. |
| IVe         | 11 juillet 1968 | 1er avril 1973 | André Lebon        | SFIO            | Maire de Charleville-Mézières Conseiller général du Canton de Charleville-Centre                                                                                          |
| Ve          | 2 avril 1973    | 2 avril 1978   | André Lebon        | DVG             | Maire de Charleville-Mézières Conseiller général du Canton de Charleville-Centre                                                                                          |
| VIe         | 3 avril 1978    | 22 mai 1981    | René Visse         | PCF             | Conseiller général du Canton de Monthermé Mandat écourté à la suite d'une dissolution parlementaire décidée par François Mitterrand.                                      |
| VIIe        | 2 juillet 1981  | 1er avril 1986 | Gérard Istace      | PS              | Maire de Revin Conseiller général du Canton de Revin |
| IXe         | 23 juin 1988    | 1er avril 1993 | Gérard Istace      | PS              | Maire de Revin Conseiller général du Canton de Revin |
| Xe          | 2 avril 1993    | 21 avril 1997  | Philippe Mathot    | UDF             | Conseiller général du Canton de Charleville-La Houillère Mandat écourté à la suite d'une dissolution parlementaire décidée par Jacques Chirac.                            |
| XIe         | 12 juin 1997    | 18 juin 2002   | Philippe Vuilque   | PS              | Conseiller régional de Champagne-Ardenne |
| XIIe        | 19 juin 2002    | 19 juin 2007   | Philippe Vuilque   | PS              | Conseiller régional de Champagne-Ardenne |
| XIIIe       | 20 juin 2007    | 19 juin 2012   | Philippe Vuilque   | PS              | Conseiller régional de Champagne-Ardenne Maire de Revin |
| XIVe        | 20 juin 2012    | 20 juin 2017   | Christophe Léonard | PS              | Conseiller général du Canton de Charleville-Centre |
| XVe         | 21 juin 2017    | 21 juin 2022   | Pierre Cordier     | LR              | Maire de Neufmanil |
| XVIe        | 22 juin 2022    | 9 juin 2024    | Pierre Cordier     | DVD             | Conseiller départemental des Ardennes dans le canton de Charleville-Mézières-2 Mandat écourté à la suite d'une dissolution parlementaire décidée par Emmanuel Macron.     |
| XVIIe       | 8 juillet 2024  | En cours       | Pierre Cordier     | LR              | Conseiller départemental des Ardennes dans le canton de Charleville-Mézières-2                                                                                            |

## Historique des résultats

### Élections de 1958
| Candidat       | Candidat         | Parti          | Premier tour | Premier tour | Second tour | Second tour |  |
| Candidat       | Candidat         | Parti          | Voix         | %            | Voix        | %           |  |
| -------------- | ---------------- | -------------- | ------------ | ------------ | ----------- | ----------- |  |
|                | Pierre Lareppe   | PCF            | 10 540       | 23,21        | 14 454      | 30,79       |  |
|                | Maurice Blin élu | MRP            | 10 316       | 22,71        | 20 569      | 43,82       |  |
|                | Henri Gervois    | UNR            | 10 262       | 22,6         | 11 915      | 25,38       |  |
|                | Camille Titeux   | SFIO           | 6 950        | 15,3         | Retrait     | Retrait     |  |
|                | Roger Grétéré    | Modérés        | 4 744        | 10,45        | Retrait     | Retrait     |  |
|                | Jacques Vadon    | UFD            | 1 509        | 3,32         | Retrait     | Retrait     |  |
|                | René Godard      | Modérés        | 1 094        | 2,41         |             |             |  |
|                |                  |                |              |              |             |             |  |
| Inscrits       | Inscrits         | Inscrits       | 59 393       | 100,00       | 59 430      | 100,00      |  |
| Abstentions    | Abstentions      | Abstentions    | 12 909       | 21,73        | 11 587      | 19,5        |  |
| Votants        | Votants          | Votants        | 46 484       | 78,27        | 47 843      | 80,5        |  |
| Blancs et nuls | Blancs et nuls   | Blancs et nuls | 1 069        | 2,3          | 905         | 1,89        |  |
| Exprimés       | Exprimés         | Exprimés       | 45 415       | 97,7         | 46 938      | 98,11       |  |

La suppléante de Maurice Blin était Jeanne Carlot, avocat, adjointe au maire de Charleville, conseillère générale.

### Élections de 1962
| Candidat       | Candidat             | Parti          | Premier tour | Premier tour | Second tour | Second tour |  |
| Candidat       | Candidat             | Parti          | Voix         | %            | Voix        | %           |  |
| -------------- | -------------------- | -------------- | ------------ | ------------ | ----------- | ----------- |  |
|                | Jean Le Gall élu     | UNR-UDT        | 14 679       | 35,78        | 19 420      | 43,46       |  |
|                | René Maréchal        | PCF            | 9 495        | 23,15        | 16 340      | 36,57       |  |
|                | Maurice Blin sortant | MRP            | 7 075        | 17,25        | 8 921       | 19,97       |  |
|                | Andrée Viénot        | PSU            | 5 279        | 12,87        | Retrait     | Retrait     |  |
|                | Jean Delautre        | SFIO           | 3 007        | 7,33         | Retrait     | Retrait     |  |
|                | Émile Nivelet        | CNIP           | 1 486        | 3,62         |             |             |  |
|                |                      |                |              |              |             |             |  |
| Inscrits       | Inscrits             | Inscrits       | 59 624       | 100,00       | 59 620      | 100,00      |  |
| Abstentions    | Abstentions          | Abstentions    | 17 624       | 29,56        | 14 131      | 23,7        |  |
| Votants        | Votants              | Votants        | 42 000       | 70,44        | 45 489      | 76,3        |  |
| Blancs et nuls | Blancs et nuls       | Blancs et nuls | 979          | 2,33         | 808         | 1,78        |  |
| Exprimés       | Exprimés             | Exprimés       | 41 021       | 97,67        | 44 681      | 98,22       |  |

André Ebling, ingénieur, maire de Vireux-Wallerand, était suppléant de Jean Le Gall.

### Élections de 1967
| Candidat       | Candidat             | Parti          | Premier tour | Premier tour | Second tour | Second tour |  |
| Candidat       | Candidat             | Parti          | Voix         | %            | Voix        | %           |  |
| -------------- | -------------------- | -------------- | ------------ | ------------ | ----------- | ----------- |  |
|                | Jean Le Gall sortant | UD-Ve          | 17 873       | 37,16        | 21 127      | 43,49       |  |
|                | André Lebon élu      | FGDS (SFIO)    | 14 117       | 29,35        | 27 447      | 56,51       |  |
|                | René Visse           | PCF            | 12 525       | 26,04        | Retrait     | Retrait     |  |
|                | Dominique Noël       | CD (PDM)       | 3 583        | 7,45         |             |             |  |
|                |                      |                |              |              |             |             |  |
| Inscrits       | Inscrits             | Inscrits       | 60 305       | 100,00       | 60 289      | 100,00      |  |
| Abstentions    | Abstentions          | Abstentions    | 11 336       | 18,8         | 10 728      | 17,79       |  |
| Votants        | Votants              | Votants        | 48 969       | 81,2         | 49 561      | 82,21       |  |
| Blancs et nuls | Blancs et nuls       | Blancs et nuls | 871          | 1,78         | 987         | 1,99        |  |
| Exprimés       | Exprimés             | Exprimés       | 48 098       | 98,22        | 48 574      | 98,01       |  |

Le suppléant d'André Lebon était le Docteur Albert Galliot, adjoint au maire de Vireux-Molhain.

### Élections de 1968
| Candidat       | Candidat                  | Parti          | Premier tour | Premier tour | Second tour | Second tour |  |
| Candidat       | Candidat                  | Parti          | Voix         | %            | Voix        | %           |  |
| -------------- | ------------------------- | -------------- | ------------ | ------------ | ----------- | ----------- |  |
|                | Jean Le Gall              | UDR (URP)      | 17 762       | 37,02        | 23 623      | 49,53       |  |
|                | André Lebon sortant réélu | FGDS (SFIO)    | 12 859       | 26,8         | 24 075      | 50,47       |  |
|                | René Visse                | PCF            | 11 078       | 23,09        | Retrait     | Retrait     |  |
|                | Maurice Blin              | CD (PDM)       | 6 279        | 13,09        | Retrait     | Retrait     |  |
|                |                           |                |              |              |             |             |  |
| Inscrits       | Inscrits                  | Inscrits       | 59 351       | 100,00       | 59 342      | 100,00      |  |
| Abstentions    | Abstentions               | Abstentions    | 10 766       | 18,14        | 10 671      | 17,98       |  |
| Votants        | Votants                   | Votants        | 48 585       | 81,86        | 48 671      | 82,02       |  |
| Blancs et nuls | Blancs et nuls            | Blancs et nuls | 607          | 1,25         | 973         | 2           |  |
| Exprimés       | Exprimés                  | Exprimés       | 47 978       | 98,75        | 47 698      | 98          |  |

Le suppléant d'André Lebon était Albert Galliot.

### Élections de 1973
| Candidat       | Candidat                  | Parti          | Premier tour | Premier tour | Second tour | Second tour |  |
| Candidat       | Candidat                  | Parti          | Voix         | %            | Voix        | %           |  |
| -------------- | ------------------------- | -------------- | ------------ | ------------ | ----------- | ----------- |  |
|                | André Lebon sortant réélu | PS (UGSD)      | 13 921       | 29,5         | 27 378      | 56,69       |  |
|                | Georges Repeczky          | UDR (URP)      | 13 355       | 28,3         | 20 912      | 43,31       |  |
|                | René Visse                | PCF            | 12 497       | 26,48        | Retrait     | Retrait     |  |
|                | Jacques Demoulin          | CD (MR)        | 4 620        | 9,79         |             |             |  |
|                | Claude Prévost            | PSU            | 1 430        | 3,03         |             |             |  |
|                | Pierre Vassal             | CNIP           | 1 365        | 2,89         |             |             |  |
|                |                           |                |              |              |             |             |  |
| Inscrits       | Inscrits                  | Inscrits       | 59 846       | 100,00       | 59 834      | 100,00      |  |
| Abstentions    | Abstentions               | Abstentions    | 11 698       | 19,55        | 10 326      | 17,26       |  |
| Votants        | Votants                   | Votants        | 48 148       | 80,45        | 49 508      | 82,74       |  |
| Blancs et nuls | Blancs et nuls            | Blancs et nuls | 960          | 1,99         | 1 218       | 2,46        |  |
| Exprimés       | Exprimés                  | Exprimés       | 47 188       | 98,01        | 48 290      | 97,54       |  |

Albert Galliot, maire de Vireux-Molhain, était suppléant d'André Lebon.

### Élections de 1978
| Candidat       | Candidat           | Parti             | Premier tour | Premier tour | Second tour | Second tour |  |
| Candidat       | Candidat           | Parti             | Voix         | %            | Voix        | %           |  |
| -------------- | ------------------ | ----------------- | ------------ | ------------ | ----------- | ----------- |  |
|                | René Visse élu     | PCF               | 16 759       | 30,51        | 30 166      | 54,65       |  |
|                | Jean-Paul Bachy    | PS                | 14 552       | 26,49        | Retrait     | Retrait     |  |
|                | Georges Repeczky   | RPR               | 11 713       | 21,32        | 25 033      | 45,35       |  |
|                | Louis Debieuvre    | UDF (PR)          | 8 847        | 16,11        | Retrait     | Retrait     |  |
|                | M. Chappellet      | Divers écologiste | 1 557        | 2,83         |             |             |  |
|                | Danièle Plociennik | LO                | 1 160        | 2,11         |             |             |  |
|                | Mostefa Nasra      | UGP               | 345          | 0,63         |             |             |  |
|                |                    |                   |              |              |             |             |  |
| Inscrits       | Inscrits           | Inscrits          | 66 066       | 100,00       | 66 042      | 100,00      |  |
| Abstentions    | Abstentions        | Abstentions       | 10 069       | 15,24        | 8 805       | 13,33       |  |
| Votants        | Votants            | Votants           | 55 997       | 84,76        | 57 237      | 86,67       |  |
| Blancs et nuls | Blancs et nuls     | Blancs et nuls    | 1 064        | 1,9          | 2 038       | 3,56        |  |
| Exprimés       | Exprimés           | Exprimés          | 54 933       | 98,1         | 55 199      | 96,44       |  |

Jacky Mougenot, technicien, maire adjoint de Revin était le suppléant de René Visse.

### Élections de 1981
| Candidat       | Candidat           | Parti             | Premier tour | Premier tour | Second tour | Second tour |  |
| Candidat       | Candidat           | Parti             | Voix         | %            | Voix        | %           |  |
| -------------- | ------------------ | ----------------- | ------------ | ------------ | ----------- | ----------- |  |
|                | Gérard Istace élu  | PS                | 16 931       | 36,33        | 30 795      | 64,69       |  |
|                | René Visse sortant | PCF               | 14 031       | 30,11        | Retrait     | Retrait     |  |
|                | Philippe Lemaire   | RPR (UNM)         | 9 969        | 21,39        | 16 812      | 35,31       |  |
|                | Emmanuel Zeller    | UDF (CDS)         | 4 318        | 9,27         |             |             |  |
|                | Roger Tarantola    | Divers écologiste | 778          | 1,67         |             |             |  |
|                | Laurence Boulinier | LO                | 576          | 1,24         |             |             |  |
|                |                    |                   |              |              |             |             |  |
| Inscrits       | Inscrits           | Inscrits          | 67 062       | 100,00       | 67 057      | 100,00      |  |
| Abstentions    | Abstentions        | Abstentions       | 19 904       | 29,68        | 18 195      | 27,13       |  |
| Votants        | Votants            | Votants           | 47 158       | 70,32        | 48 862      | 72,87       |  |
| Blancs et nuls | Blancs et nuls     | Blancs et nuls    | 555          | 1,18         | 1 255       | 2,57        |  |
| Exprimés       | Exprimés           | Exprimés          | 46 603       | 98,82        | 47 607      | 97,43       |  |

Le suppléant de Gérard Istace était André Fuzellier, conseiller général, secrétaire général de la mairie de Nouzonville.

### Élections de 1988
| Candidat       | Candidat          | Parti          | Premier tour | Premier tour | Second tour | Second tour |  |
| Candidat       | Candidat          | Parti          | Voix         | %            | Voix        | %           |  |
| -------------- | ----------------- | -------------- | ------------ | ------------ | ----------- | ----------- |  |
|                | Gérard Istace élu | PS             | 14 110       | 36,33        | 25 493      | 62,37       |  |
|                | René Visse        | PCF            | 10 172       | 26,19        | Retrait     | Retrait     |  |
|                | Patrick Fostier   | RPR (URC)      | 10 121       | 26,06        | 15 380      | 37,63       |  |
|                | Michel Dierckens  | FN             | 4 438        | 11,43        |             |             |  |
|                |                   |                |              |              |             |             |  |
| Inscrits       | Inscrits          | Inscrits       | 64 141       | 100,00       | 64 127      | 100,00      |  |
| Abstentions    | Abstentions       | Abstentions    | 24 299       | 37,88        | 21 504      | 33,53       |  |
| Votants        | Votants           | Votants        | 39 842       | 62,12        | 42 623      | 66,47       |  |
| Blancs et nuls | Blancs et nuls    | Blancs et nuls | 1 001        | 2,51         | 1 750       | 4,11        |  |
| Exprimés       | Exprimés          | Exprimés       | 38 841       | 97,49        | 40 873      | 95,89       |  |

Le suppléant de Gérard Istace était Louis Auboin, directeur d'établissement spécialisé, adjoint au maire de Charleville-Mézières.

### Élections de 1993
| Candidat       | Candidat              | Parti          | Premier tour | Premier tour | Second tour | Second tour |  |
| Candidat       | Candidat              | Parti          | Voix         | %            | Voix        | %           |  |
| -------------- | --------------------- | -------------- | ------------ | ------------ | ----------- | ----------- |  |
|                | Philippe Mathot élu   | UDF (PR)       | 10 764       | 27,63        | 20 002      | 50,92       |  |
|                | Gérard Istace sortant | PS (ADFP)      | 8 631        | 22,16        | 19 278      | 49,08       |  |
|                | René Visse            | PCF            | 6 395        | 16,42        |             |             |  |
|                | Michel Dierckens      | FN             | 5 750        | 14,76        |             |             |  |
|                | Philippe Lenice       | Les Verts (EÉ) | 2 346        | 6,02         |             |             |  |
|                | Simon Lavergne        | LT-LNÉ         | 1 503        | 3,86         |             |             |  |
|                | Jean-Marie Martin     | CPNT           | 1 407        | 3,61         |             |             |  |
|                | Claude Huet           | Divers         | 803          | 2,06         |             |             |  |
|                | Jean-Pierre Bourriaud | LO             | 686          | 1,76         |             |             |  |
|                | Francois Miara        | CNIP           | 666          | 1,71         |             |             |  |
|                |                       |                |              |              |             |             |  |
| Inscrits       | Inscrits              | Inscrits       | 63 855       | 100,00       | 63 846      | 100,00      |  |
| Abstentions    | Abstentions           | Abstentions    | 22 952       | 35,94        | 21 685      | 33,96       |  |
| Votants        | Votants               | Votants        | 40 903       | 64,06        | 42 161      | 66,04       |  |
| Blancs et nuls | Blancs et nuls        | Blancs et nuls | 1 952        | 4,77         | 2 881       | 6,83        |  |
| Exprimés       | Exprimés              | Exprimés       | 38 951       | 95,23        | 39 280      | 93,17       |  |

Thérèse Girard, professeur, conseillère municipale de Haybes, était la suppléante de Philippe Mathot.

### Élections de 1997
| Candidat       | Candidat                | Parti          | Premier tour | Premier tour | Second tour | Second tour |  |
| Candidat       | Candidat                | Parti          | Voix         | %            | Voix        | %           |  |
| -------------- | ----------------------- | -------------- | ------------ | ------------ | ----------- | ----------- |  |
|                | Philippe Mathot sortant | UDF (PR)       | 10 703       | 25,93        | 15 925      | 35,68       |  |
|                | Philippe Vuilque élu    | PS             | 10 596       | 25,67        | 22 173      | 49,68       |  |
|                | Michel Dierckens        | FN             | 8 485        | 20,56        | 6 536       | 14,64       |  |
|                | René Visse              | PCF            | 7 137        | 17,29        |             |             |  |
|                | Thérèse Lorandeau       | Les Verts      | 1 777        | 4,31         |             |             |  |
|                | Jean-Pierre Bourriaud   | LO             | 828          | 2,01         |             |             |  |
|                | Gilbert Dequet          | LDI (MPF)      | 697          | 1,69         |             |             |  |
|                | Gérard Baudoin          | PT             | 425          | 1,03         |             |             |  |
|                | Jean-Michel Fournaise   | LCR            | 414          | 1            |             |             |  |
|                | Simone Delisle          | Extrême droite | 146          | 0,35         |             |             |  |
|                | Jacques Oury            | Divers droite  | 68           | 0,16         |             |             |  |
|                |                         |                |              |              |             |             |  |
| Inscrits       | Inscrits                | Inscrits       | 62 551       | 100,00       | 62 541      | 100,00      |  |
| Abstentions    | Abstentions             | Abstentions    | 19 932       | 31,87        | 16 791      | 26,85       |  |
| Votants        | Votants                 | Votants        | 42 619       | 68,13        | 45 750      | 73,15       |  |
| Blancs et nuls | Blancs et nuls          | Blancs et nuls | 1 343        | 3,15         | 1 116       | 2,44        |  |
| Exprimés       | Exprimés                | Exprimés       | 41 276       | 96,85        | 44 634      | 97,56       |  |

La suppléante de Philippe Vuilque était Bernard Dahout, professeur de mathématiques, conseiller général du canton de Revin, maire de Revin.

### Élections de 2002
| Candidat       | Candidat                       | Parti            | Premier tour | Premier tour | Second tour | Second tour |  |
| Candidat       | Candidat                       | Parti            | Voix         | %            | Voix        | %           |  |
| -------------- | ------------------------------ | ---------------- | ------------ | ------------ | ----------- | ----------- |  |
|                | Philippe Vuilque sortant réélu | PS               | 13 670       | 36,49        | 18 838      | 53,18       |  |
|                | Philippe Mathot                | UMP              | 10 890       | 29,07        | 16 583      | 46,82       |  |
|                | Roland Bataille                | FN               | 6 167        | 16,46        |             |             |  |
|                | Thérèse Girard                 | UDF              | 1 650        | 4,4          |             |             |  |
|                | Michèle Leflon                 | PCF              | 1 600        | 4,27         |             |             |  |
|                | Patrick Martin                 | Divers gauche    | 805          | 2,15         |             |             |  |
|                | Mezhoura Nait-Abdelaziz        | Les Verts        | 569          | 1,52         |             |             |  |
|                | Joël Nouet                     | LO               | 526          | 1,4          |             |             |  |
|                | Nathalie Leduc                 | MNR              | 461          | 1,23         |             |             |  |
|                | Gérard Baudoin                 | PT               | 457          | 1,22         |             |             |  |
|                | Raymond Perrot                 | Pôle républicain | 358          | 0,96         |             |             |  |
|                | Jean-Michel Bardeau            | Extrême gauche   | 235          | 0,63         |             |             |  |
|                | Gérard Delrez                  | IR               | 71           | 0,19         |             |             |  |
|                |                                |                  |              |              |             |             |  |
| Inscrits       | Inscrits                       | Inscrits         | 64 159       | 100,00       | 64 150      | 100,00      |  |
| Abstentions    | Abstentions                    | Abstentions      | 26 004       | 40,53        | 27 379      | 42,68       |  |
| Votants        | Votants                        | Votants          | 38 155       | 59,47        | 36 771      | 57,32       |  |
| Blancs et nuls | Blancs et nuls                 | Blancs et nuls   | 696          | 1,82         | 1 350       | 3,67        |  |
| Exprimés       | Exprimés                       | Exprimés         | 37 459       | 98,18        | 35 421      | 96,33       |  |

La suppléante de Philippe Vuilque était Jocelyne Frédéric, maire adjoint de Charleville-Mézières.

### Élections de 2007
| Candidat       | Candidat                       | Parti          | Premier tour | Premier tour | Second tour | Second tour |  |
| Candidat       | Candidat                       | Parti          | Voix         | %            | Voix        | %           |  |
| -------------- | ------------------------------ | -------------- | ------------ | ------------ | ----------- | ----------- |  |
|                | Boris Ravignon                 | UMP            | 14 889       | 40,35        | 19 192      | 48,52       |  |
|                | Philippe Vuilque sortant réélu | PS             | 13 774       | 37,33        | 20 363      | 51,48       |  |
|                | Benoît Florence Richard        | UDF–MoDem      | 2 115        | 5,73         |             |             |  |
|                | Roland Bataille                | FN             | 1 993        | 5,4          |             |             |  |
|                | Michèle Leflon                 | PCF            | 1 320        | 3,58         |             |             |  |
|                | Jean-Michel Fournaise          | LCR            | 654          | 1,77         |             |             |  |
|                | Mezhoura Nait-Abdelaziz        | Les Verts      | 558          | 1,51         |             |             |  |
|                | Gérard Baudoin                 | PT             | 416          | 1,13         |             |             |  |
|                | Josée Tilquin                  | MPF            | 379          | 1,03         |             |             |  |
|                | Joël Nouet                     | LO             | 300          | 0,81         |             |             |  |
|                | Jean-Pierre Jadon              | MNR            | 258          | 0,7          |             |             |  |
|                | Abderzake Chaouchi             | Divers         | 245          | 0,66         |             |             |  |
|                |                                |                |              |              |             |             |  |
| Inscrits       | Inscrits                       | Inscrits       | 66 252       | 100,00       | 66 233      | 100,00      |  |
| Abstentions    | Abstentions                    | Abstentions    | 28 818       | 43,5         | 25 822      | 38,99       |  |
| Votants        | Votants                        | Votants        | 37 434       | 56,5         | 40 411      | 61,01       |  |
| Blancs et nuls | Blancs et nuls                 | Blancs et nuls | 533          | 1,42         | 856         | 2,12        |  |
| Exprimés       | Exprimés                       | Exprimés       | 36 901       | 98,58        | 39 555      | 97,88       |  |

La suppléante de Philippe Vuilque était Jocelyne Frédéric.

### Élections de 2012
| Candidat       | Candidat                 | Parti          | Premier tour | Premier tour | Second tour | Second tour |  |
| Candidat       | Candidat                 | Parti          | Voix         | %            | Voix        | %           |  |
| -------------- | ------------------------ | -------------- | ------------ | ------------ | ----------- | ----------- |  |
|                | Christophe Léonard élu   | PS             | 10 586       | 30,41        | 18 469      | 53,63       |  |
|                | Boris Ravignon           | UMP            | 10 373       | 29,80        | 15 970      | 46,37       |  |
|                | Benoît Girard            | RBM (FN)       | 5 639        | 16,20        |             |             |  |
|                | Philippe Vuilque sortant | Divers gauche  | 4 720        | 13,56        |             |             |  |
|                | Michèle Leflon           | FG (PCF)       | 1 913        | 5,50         |             |             |  |
|                | Sylvain Baumel           | EÉLV           | 715          | 2,05         |             |             |  |
|                | Alain Sutter             | NC             | 376          | 1,08         |             |             |  |
|                | Mink Takawe              | LO             | 175          | 0,50         |             |             |  |
|                | Jean Pierrard            | AÉI            | 158          | 0,45         |             |             |  |
|                | Claire Combis            | PRV            | 153          | 0,44         |             |             |  |
|                |                          |                |              |              |             |             |  |
| Inscrits       | Inscrits                 | Inscrits       | 64 802       | 100,00       | 65 105      | 100,00      |  |
| Abstentions    | Abstentions              | Abstentions    | 29 375       | 45,33        | 29 641      | 45,53       |  |
| Votants        | Votants                  | Votants        | 35 427       | 54,67        | 35 464      | 54,47       |  |
| Blancs et nuls | Blancs et nuls           | Blancs et nuls | 619          | 1,75         | 1 025       | 2,89        |  |
| Exprimés       | Exprimés                 | Exprimés       | 34 808       | 98,25        | 34 439      | 97,11       |  |

La suppléante de Christophe Léonard était Claudine Roger, conseillère municipale de Thilay, ancien inspectrice d'Académie.

### Élections de 2017
|                                                                           |                                                                        |                           |                           |                          |                          |
|                                                                           |                                                                        | Premier tour 11 juin 2017 | Premier tour 11 juin 2017 | Second tour 18 juin 2017 | Second tour 18 juin 2017 |
|                                                                           |                                                                        |                           |                           |                          |                          |
|                                                                           |                                                                        | Nombre                    | % des inscrits            | Nombre                   | % des inscrits           |
| Inscrits                                                                  | Inscrits                                                               | 63 882                    | 100,00                    | 63 880                   | 100,00                   |
| Abstentions                                                               | Abstentions                                                            | 35 523                    | 55,61                     | 39 385                   | 61,65                    |
| Votants                                                                   | Votants                                                                | 28 359                    | 44,39                     | 24 495                   | 38,35                    |
|                                                                           |                                                                        |                           | % des votants             |                          | % des votants            |
| Bulletins blancs                                                          | Bulletins blancs                                                       | 311                       | 1,10                      | 1 724                    | 7,04                     |
| Bulletins nuls                                                            | Bulletins nuls                                                         | 163                       | 0,57                      | 870                      | 3,55                     |
| Suffrages exprimés                                                        | Suffrages exprimés                                                     | 27 885                    | 98,33                     | 21 901                   | 89,41                    |
|                                                                           |                                                                        |                           |                           |                          |                          |
| Candidat Étiquette politique (partis et alliances)                        | Candidat Étiquette politique (partis et alliances)                     | Voix                      | % des exprimés            | Voix                     | % des exprimés           |
|                                                                           |                                                                        |                           |                           |                          |                          |
|                                                                           | Pierre Cordier Les Républicains (Union des démocrates et indépendants) | 7 212                     | 25,86                     | 13 371                   | 61,05                    |
|                                                                           | Mario Iglesias La République en marche                                 | 6 269                     | 22,48                     | 8 530                    | 38,95                    |
|                                                                           | Guillaume Luczka Front national                                        | 5 424                     | 19,45                     |                          |                          |
|                                                                           | Christophe Léonard (député sortant) Parti socialiste                   | 4 612                     | 16,54                     |                          |                          |
|                                                                           | Michel Cartiaux La France insoumise                                    | 2 971                     | 10,65                     |                          |                          |
|                                                                           | Igor Nivelet Parti communiste français                                 | 609                       | 2,18                      |                          |                          |
|                                                                           | Jean Pierrard Écologiste (Mouvement 100 %)                             | 397                       | 1,42                      |                          |                          |
|                                                                           | Mink Takawé Lutte ouvrière                                             | 237                       | 0,85                      |                          |                          |
|                                                                           | Laurence Cahagne Divers (Union populaire républicaine)                 | 154                       | 0,55                      |                          |                          |
| Source : Ministère de l'Intérieur - Deuxième circonscription des Ardennes |                                                                        |                           |                           |                          |                          |

La suppléante de Pierre Cordier était Isabelle Coquet-Cordioli, salariée, conseillère départementale du canton de Givet, adjointe au maire de Vireux-Wallerand.

### Élections de 2022
Les élections législatives françaises de 2022 se déroulent les dimanches 12 et 19 juin 2022.
| Résultats des élections législatives des 12 et 19 juin 2022 de la 2e circonscription des Ardennes |                          |                          |                          |              |              |             |             |
| Candidat                                                                                          | Candidat                 | Parti et coalition       | Nuance                   | Premier tour | Premier tour | Second tour | Second tour |
| Candidat                                                                                          | Candidat                 | Parti et coalition       | Nuance                   | Voix         | %            | Voix        | %           |
|                                                                                                   | Pierre Cordier           | LR (UDC)                 | LR                       | 10 685       | 40,98        | 15 977      | 69,39       |
|                                                                                                   | Baptiste Philippo        | RN                       | RN                       | 5 485        | 21,04        | 7 049       | 30,61       |
|                                                                                                   | Gilles Loyez,            | LFI (NUPES)              | NUPES                    | 4 970        | 19,06        |             |             |
|                                                                                                   | Polina Beddelem          | LREM (ENS)               | ENS                      | 3 309        | 12,69        |             |             |
|                                                                                                   | Nadège Jacquemart        | REC                      | REC                      | 682          | 2,62         |             |             |
|                                                                                                   | Christelle Bellay        | LP (UPF)                 | DSV                      | 264          | 1,01         |             |             |
|                                                                                                   | Christelle Gallet        | PA                       | ECO                      | 248          | 0,95         |             |             |
|                                                                                                   | Patrick Benyoucef        | POID                     | DXG                      | 226          | 0,87         |             |             |
|                                                                                                   | Mink Takawé              | LO                       | DXG                      | 202          | 0,77         |             |             |
| Votes valides                                                                                     | Votes valides            | Votes valides            | Votes valides            | 26 071       | 98,57        | 23 026      | 94,24       |
| Votes blancs                                                                                      | Votes blancs             | Votes blancs             | Votes blancs             | 265          | 1,00         | 1 001       | 4,10        |
| Votes nuls                                                                                        | Votes nuls               | Votes nuls               | Votes nuls               | 112          | 0,42         | 406         | 1,66        |
| Total                                                                                             | Total                    | Total                    | Total                    | 26 448       | 100          | 24 433      | 100         |
| Abstention                                                                                        | Abstention               | Abstention               | Abstention               | 34 278       | 56,45        | 36 321      | 59,78       |
| Inscrits / participation                                                                          | Inscrits / participation | Inscrits / participation | Inscrits / participation | 60 726       | 43,55        | 60 754      | 40,22       |

La suppléante de Pierre Cordier était Isabelle Coquet-Cordioli.

### Élections de 2024
| Résultats des élections législatives des 30 juin et 7 juillet 2024 de la 2e circonscription des Ardennes |                          |                          |                          |              |              |             |             |
| Candidat                                                                                                 | Candidat                 | Parti et coalition       | Nuance                   | Premier tour | Premier tour | Second tour | Second tour |
| Candidat                                                                                                 | Candidat                 | Parti et coalition       | Nuance                   | Voix         | %            | Voix        | %           |
| | Pauline Mester           | RN                       | RN                       | 15 097       | 40,83        | 16 280      | 44,37       |
| | Pierre Cordier           | LR                       | DVD                      | 11 147       | 30,15        | 20 415      | 55,63       |
| | Gilles Loyez             | LFI (NFP)                | UG                       | 6 688        | 18,09        |             |             |
| | Philippe Mathot          | RE (ENS)                 | ENS                      | 3 467        | 9,38         |             |             |
| | Mink Takawe              | LO                       | EXG                      | 308          | 0,83         |             |             |
| | Patrick Benyoucef        | PT                       | EXG                      | 264          | 0,71         |             |             |
| |                          |                          |                          |              |              |             |             |
| Votes valides                                                                                            | Votes valides            | Votes valides            | Votes valides            | 36 971       | 98,41        | 36 695      | 96,89       |
| Votes blancs                                                                                             | Votes blancs             | Votes blancs             | Votes blancs             | 370          | 0,98         | 853         | 2,25        |
| Votes nuls                                                                                               | Votes nuls               | Votes nuls               | Votes nuls               | 228          | 0,61         | 326         | 0,86        |
| Total | Total                    | Total                    | Total                    | 37 569       | 100          | 37 874      | 100         |
| Abstention                                                                                               | Abstention               | Abstention               | Abstention               | 22 712       | 37,68        | 22 401      | 37,16       |
| Inscrits / participation                                                                                 | Inscrits / participation | Inscrits / participation | Inscrits / participation | 60 281       | 62,32        | 60 275      | 62,84       |

La suppléante de Pierre Cordier est Isabelle Coquet-Cordioli.